# Pneumocystis jiroveci

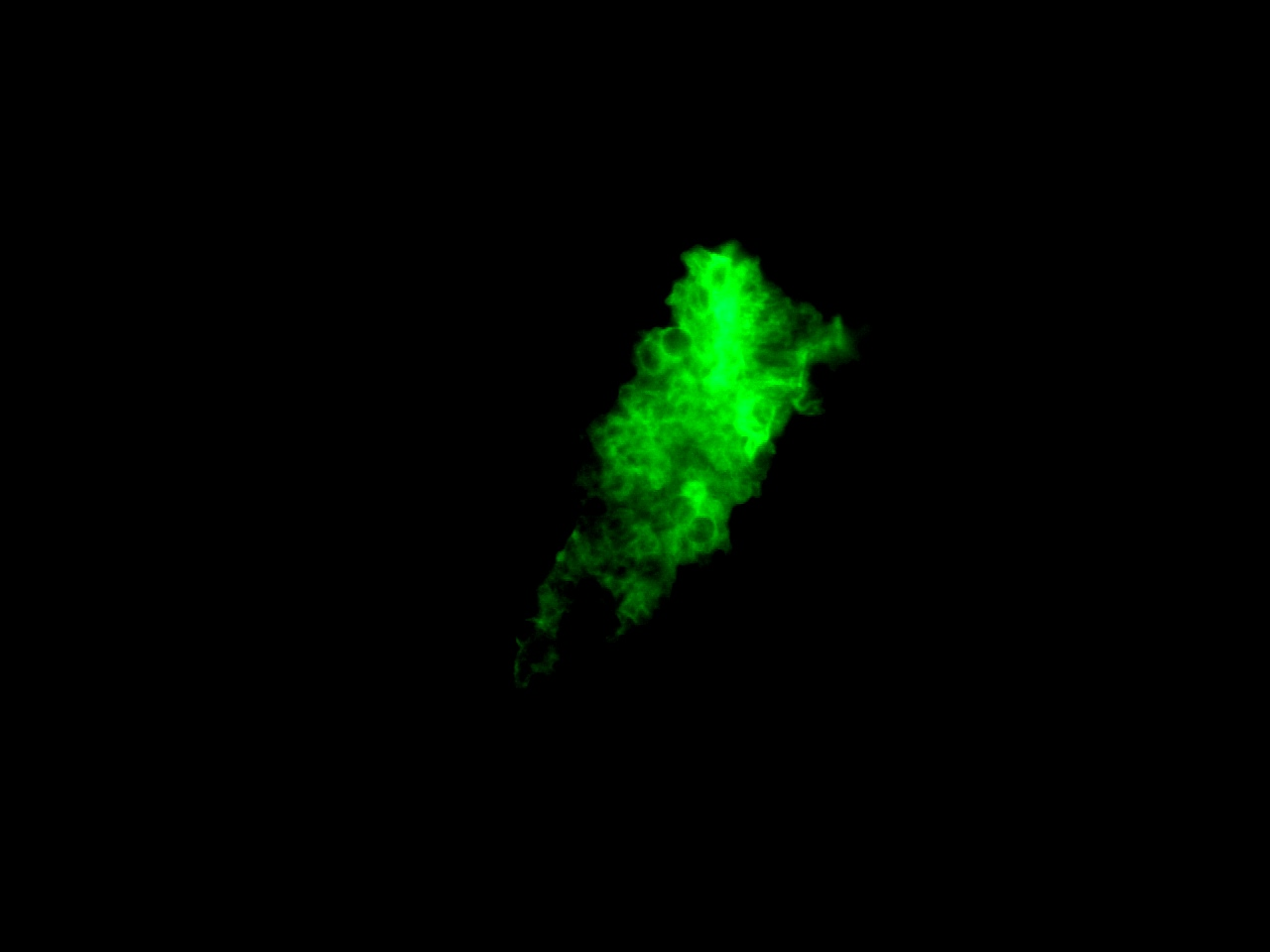
Microscopy image of Pneumocystis jirovecii

Pneumocystis jirovecii, voorheen ook Pneumocystis carinii genaamd, is een gist en genoemd naar de Tsjechische onderzoeker Otto Jírovec. Deze kan verantwoordelijk zijn voor het ontstaan van longontstekingen bij immuungecompromitteerde patiënten, zoals hiv-patiënten of gebruikers van immunosuppressiva. Deze soort longontsteking was vroeger bekend als Pneumocystis carinii-pneumonie (PCP). Omdat de afkorting al ingeburgerd was in de medische wereld, werd de afkorting na de naamsverandering behouden en wordt de ziekte nu Pneumocystis jirovecii-pneumonie genoemd.
Ook de spelling Pneumocystis jiroveci wordt veel gebruikt, maar deze is achterhaald.

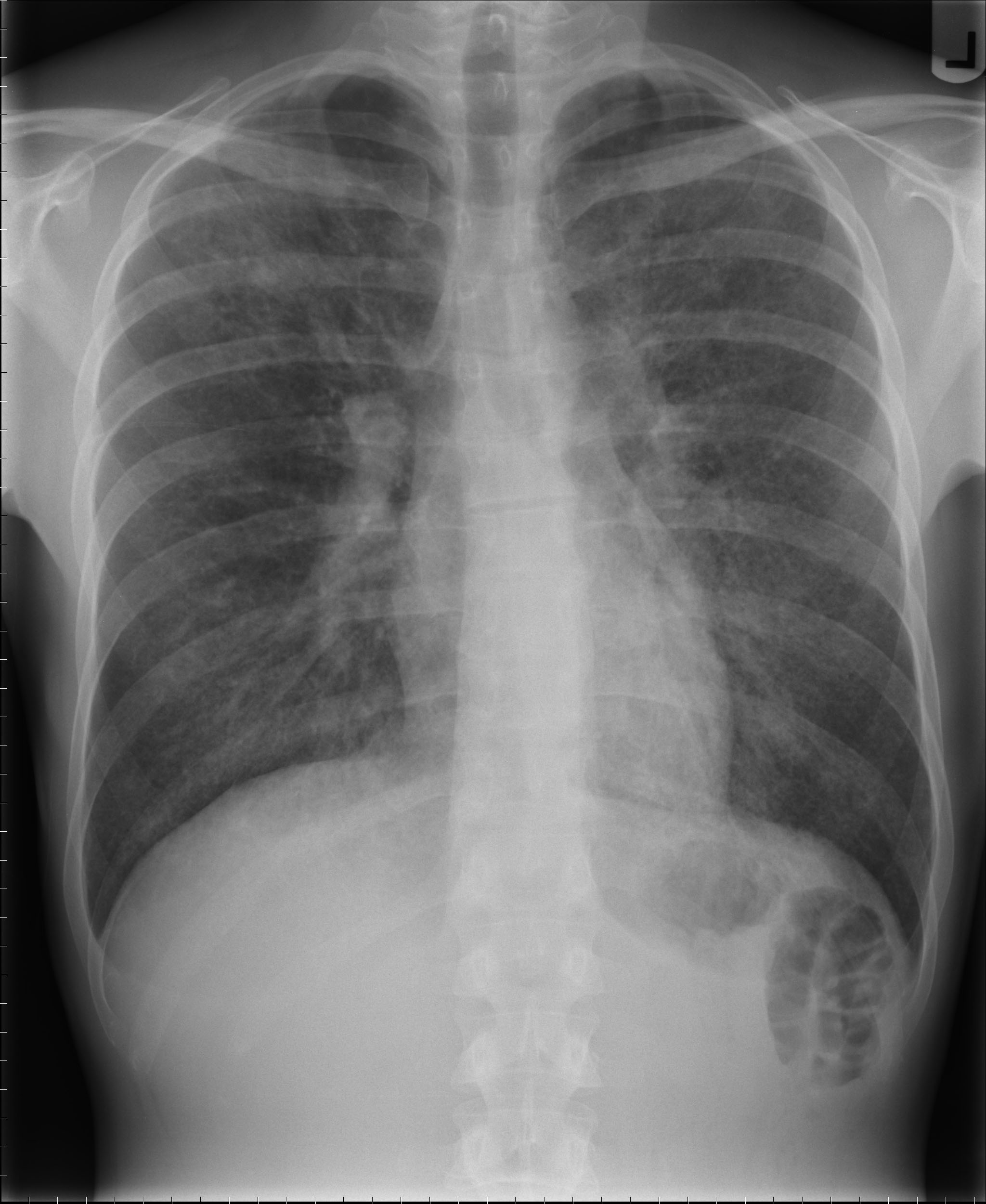
Röntgenfoto met Pneumocystis jirovecii-pneumonie